# الغواصة الألمانية في-80
الغواصة الألمانية في-80 كان غواصة تجريبية تزن 76 طن، والممثل الوحيد للتصميم الغواصات الألماني من الفئة الخامسة الذي تم إنتاجه للبحرية النازية. تم الانتهاء من النموذج الأولي في عام 1940 من شركة فريدريش كروب بمدينة كييل. تم تصميم الغواصة التي تتسع لأربعة أفراد لاختبار نظام الدفع التوربيني الذي يستخدم بيروكسيد الهيدروجين. كانت سرعتها 93 كيلو متر في الساعة). أدت هذه الغواصة القزمة إلى تصميم الغواصة الألمانية الفئة السابعة عشر.